# William Grocyn

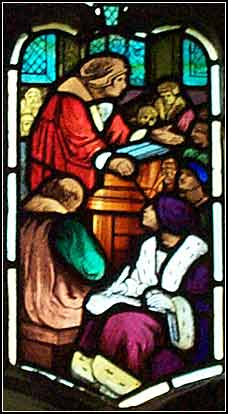
William Grocyn lehrt Griechisch in Oxford; viktorianisches Bildfenster in der Kathedrale von Worcester

William Grocyn (* um 1446 in Colerne, Wiltshire; † 1519) war ein englischer Gelehrter, Humanist und Freund von Erasmus von Rotterdam.

## Leben
Grocyn wurde in Colerne, Wiltshire geboren. Von seinen Eltern wurde er für ein geistliches Amt vorgesehen und wurde an das Winchester College geschickt. 1465 erhielt er ein Stipendium für das New College. 1467 wurde er dort Fellow. Zu seinen Schülern gehörte William Warham, der spätere Erzbischof von Canterbury. 1479 erhielt er den Rektoren-Posten von Newton Longville, in Buckinghamshire, lebte jedoch weiterhin in Oxford. Als Lektor für Theologie am Magdalen College führte er 1481 eine Disputation mit John Taylor in Gegenwart von Richard III. Der König honorierte seine Debattierkünste durch ein Geschenk in Form eines Hirsches und von fünf Mark. 1485 wurde Grocyn Pfründner der Kathedrale von Lincoln. Etwa 1488 verließ er England mit dem Ziel Italien und besuchte Florenz, Rom, Padua und studierte Griechisch und Latein  unter Demetrios Chalkokondyles und Angelo Poliziano. 1491 kehrte er nach Oxford zurück und nahm entscheidenden Einfluss auf die neue Sprachgelehrsamkeit. Am Exeter College unterrichtete er vor allem Griechisch.
Erasmus von Rotterdam schreibt in einem seiner Briefe, dass Grocyn schon vor seiner Italienreise Griechisch unterrichtete. Der Leiter des New College, Thomas Chaundler, hatte etwa 1475 Cornelius Vitelli eingeladen als praelector zu fungieren. Möglicherweise lernte Grocyn Griechisch von ihm. Anscheinend lebte Grocyn bis etwa 1499 in Oxford, doch bereits 1504, als sein Freund John Colet Dean von St Paul’s wurde, lebte er in London. Colet beauftragte ihn, Vorlesungen in St. Pauls zu halten. Anfänglich widersprach er denen, die erklärten, das damals hochgeschätzte Buch De Hierarchia ecclesiastica stamme nicht von Dionysius Areopagita – der unbekannte Autor, der sich als Areopagita ausgibt, wird heute Pseudo-Dionysius Areopagita genannt –, wurde aber durch weitere Nachforschungen von der Unechtheit überzeugt und erklärte öffentlich, dass er einen Fehler gemacht habe. Zu seinen Freunden gehörten Thomas Linacre, William Lilye, William Latimer und Thomas More. Erasmus schreibt 1514, wie er von Grocyn in London unterstützt wurde, und bezeichnet ihn als „Freund und Lehrer von uns allen“.
Er hatte mehrere Pfründen inne, aber seine Großzügigkeit gegenüber seinen Freunden brachte ihn ständig in finanzielle Schwierigkeiten. Selbst noch, als er 1506 auf Empfehlung von Warham Warden des Colleges of All Saints, Maidstone in Kent wurde, musste er von seinen Freunden leihen. Er starb 1519 und wurde in der All Saints Church beigesetzt.
Linacre handelte als sein Erbverwalter, er gab das Geld, das er bekam, für Almosen und für Bücher für arme Gelehrte aus.

## Werk
Außer einigen Versen lateinischer Dichtung als Antwort auf eine Dame, die ihn dazu aufgefordert hatte, und einem Brief an Aldus Manutius am Anfang von Linacre’s Übersetzung von Proklos’ Sphaera (Venedig, 1499) hinterließ Grocyn keine Schriften. Seine Idee, zusammen mit Linacre und Latimer Aristoteles zu übersetzen, wurde nie verwirklicht. Anthony Wood schreibt ihm noch einige lateinische Werke zu, aber ohne hinreichende Grundlagen.
Von Erasmus wurde er beschrieben als vir severissimae castissimae vitae, ecclesiasticarum constitutionum observantissimus pene usque ad superstitionem, scholasticae theologiae ad unguem doctus ac natura etiam acerrimi judicii, demum in omni disciplinarum genere exacte versatus – „ein Mann von strengstem, keuschestem Leben, peinlich genau in der Beobachtung der kirchlichen Gesetze, fast bis zum Aberglauben, bis in die Fingerspitzen gelehrt in scholastischer Theologie und von Natur aus mit dem besten Urteil ausgestattet sowie genauestens unterrichtet in allen Fachgebieten“.
Eine Lebensbeschreibung von Montagu Burrows erschien 1890 in den Collectanea der Oxford Historical Society.

## Wirkungsgeschichte
Nach Grocyn ist der Hauptlehrstuhl für Klassische Sprachen an der University of Oxford benannt. Gegenwärtig ist Juliane Kerkhecker, Fellow und Tutor am Oriel College Inhaberin des Titels.